# Anomala ruginosa
Anomala ruginosa är en skalbaggsart som beskrevs av Ohaus 1925. Anomala ruginosa ingår i släktet Anomala och familjen Rutelidae. Inga underarter finns listade i Catalogue of Life.